# دانیال واترز (فیلم‌نامه‌نویس)
دانیال واترز (انگلیسی: Daniel Waters؛ زادهٔ ۱۰ نوامبر ۱۹۶۲) یک هنرپیشه، و کارگردان اهل ایالات متحده آمریکا است.